# Palazzo Benvenuti (Montodine)
Il palazzo Benvenuti è un palazzo nobiliare posto nel centro abitato di Montodine.

## Storia
La costruzione del palazzo, dimora della famiglia Benvenuti, risale probabilmente al XVII secolo; esso incorporò, ridisegnandone l’aspetto, una torre preesisente che aveva avuto in precedenza la funzione di guardia dell’attraversamento del fiume Serio.

## Caratteristiche
Il palazzo è posto al limite meridionale del centro storico di Montodine, in posizione dominante la valle del fiume Serio.
Esso consta di un blocco centrale affiancato lateralmente da due corpi minori; di questi, quello orientale si congiunge a un’alta torre di osservazione.
Gli esterni del palazzo e della torre sono ornati da ricche decorazioni in stile manierista, con falsi bugnati ottenuti da paramenti in mattoni; la facciata del palazzo è scandita da lesene in ordine gigante, mentre le decorazioni della facciata della torre presentano notevoli somiglianze con quelle della vicina villa Albergoni di Moscazzano.
All’interno sono da segnalare lo scalone monumentale e il salone centrale al piano terreno, rimaneggiato fra Settecento e Ottocento.